# Tifra
Tifra (em árabe: تيفرة) é uma comuna localizada na província de Bugia, no norte da Argélia. Segundo o censo de 2008, a população total da cidade era de 8 400 habitantes.